# 占部実
占部 実（うらべ みのる、1912年12月2日 - 1975年9月4日） は、日本の数学者。専門は数値解析。(簡易) ニュートン法に対する収束定理・誤差評価や非線形微分方程式に対する占部-Galerkin法などの業績がある。
福岡県出身。1940年に広島文理科大学卒業、同大学の助手・講師・助教授を経て、1952年に教授に就任。1953年「不動点をもつ正則変換」により理学博士の学位を取得。1963年、九州大学に転任。1966年、京都大学数理解析研究所教授に就任。

## 著書

### 単著
- 高数ゼミ 新記号問題と整数問題 (1974) 旺文社.
- 新高数ゼミ(10) 確率と統計 (1974) 旺文社.
- 微分方程式 (数学演習講座8) (1967) 共立出版.
- 微分方程式 基礎数学講座 8 (1958) 共立出版.
- 非線型問題―自励振動論 (1968年) (現代数学講座〈24 A〉) 共立出版.

### 共著
- 理工科系一般教育 微分・積分教科書 by 占部実 (編集), 佐々木右左 (編集), 共立出版.
- 理工科系一般教育 代数・幾何教科書 by 占部実 (編集), 佐々木右左 (編集), 共立出版.
- 微分方程式 (1967) by 占部実 (著), 秋月康夫 (編集), 功力金二郎 (編集), 佐々木重夫 (編集), 共立出版.

### 訳書
- 現代の最適制御理論 (1974) 吉岡書店.

## 代表的な論文・講演など

### 講演
- 応用数学分科会特別講演 (1968年春)

### 和文
- ミトロポリスキーユー・アー, 占部実「非線形振動理論発展の展望」『数学』第13巻第4号、日本数学会、1962年、193-202頁、CRID 1390282680042736640、doi:10.11429/sugaku1947.13.193、ISSN 0039470X、国立国会図書館書誌ID:9088320。
- 占部実「非線型方程式を解くための数値的方法 (数値解析セミナー報告 2)」『数理解析研究所講究録』第17巻、京都大学数理解析研究所、1966年11月、79-112頁、CRID 1050282677153542016、hdl:2433/107433、ISSN 1880-2818。

### 英文
- URABE, M. (1966). “An Existence Theorem for Multi-Point Boundary Value Problems”. Funkcialaj Ekvacioj 9:  43-60. CRID 1570009750712023296. NAID 10022169941.
- URABE, MINORU (1968-01). “The Newton Method and Its Application to Boundary Value Problem with Nonlinear Boundary Conditions (常微分方程式及び函数微分方程式研究会報告集)”. 数理解析研究所講究録 (京都大学数理解析研究所) 38:  51-66. CRID 1050282676670233984. hdl:2433/107615. ISSN 1880-2818.
- URABE, M. (1975). “A posteriori component-wise error estimation of approximate solutions to nonlinear equations”. Lecture Notes in Computer Science 29, Interval Mathematics (Springer-Verlag):  99-117. CRID 1571980076393741696. doi:10.1007/3-540-07170-9_7. NAID 80013581296.
- URABE, Minoru (1973). “COMPONENT-WISE ERROR ANALYSIS OF ITERATIVE METHODS PRACTICED ON A FLOATING-POINT SYSTEM”. Memoirs of the Faculty of Science, Kyushu University. Series A, Mathematics (九州大学理学部数学教室) 27 (1):  23-64. CRID 1390282680250980480. doi:10.2206/kyushumfs.27.23. ISSN 0373-6385.